# ALB forming

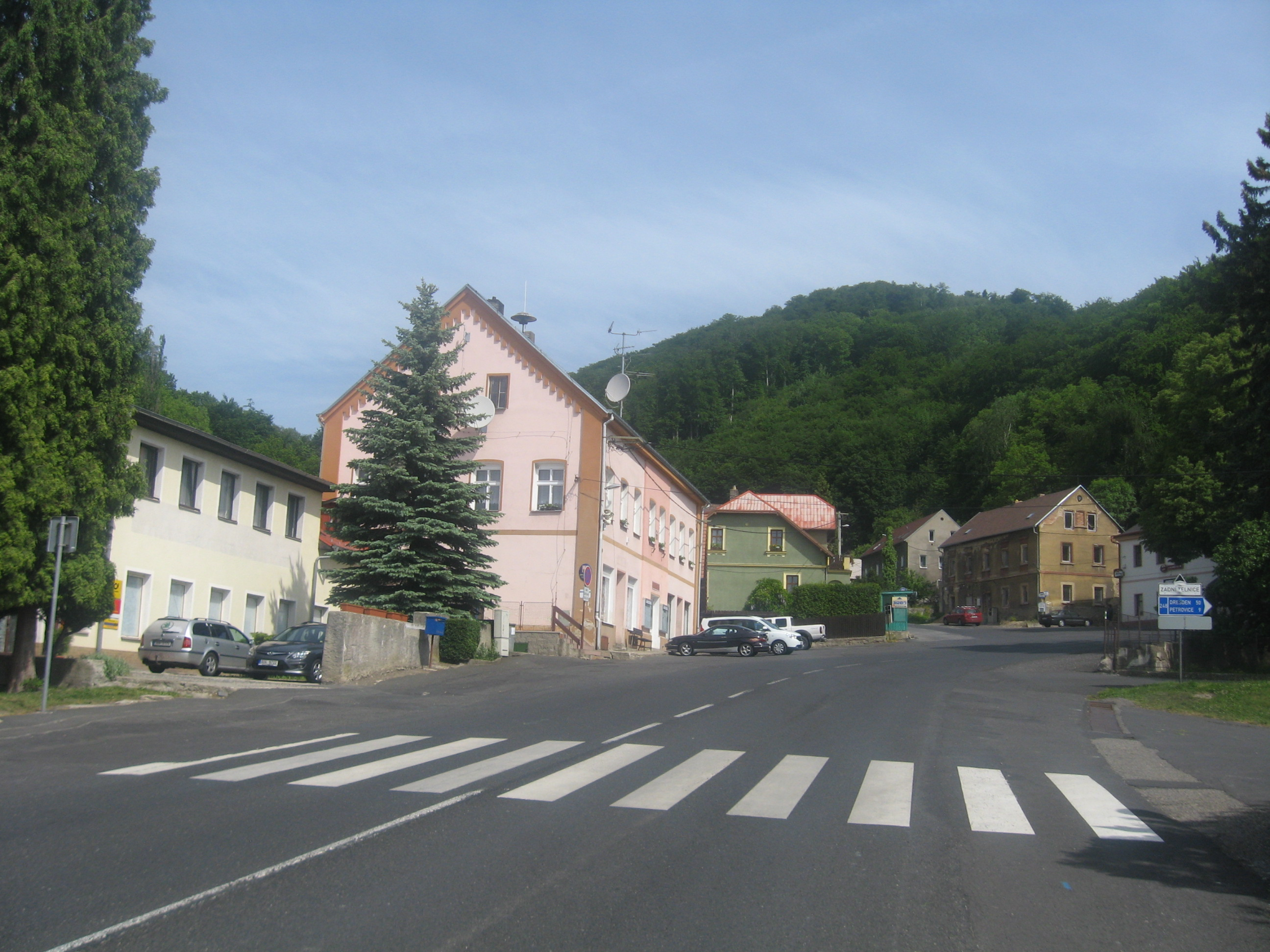
Náves obce Telnice

ALB FORMING spol. s r.o. je společnost, která byla založena v roce 1925. Jejím sídlem je Telnice u Ústí nad Labem. Závod se zpočátku zaměřoval na výrobu domácí keramiky, nádobí a kuchyňských doplňků. Po druhé světové válce po nástupu komunistů byla továrna znárodněna a v roce 1993 opět zprivatizována.
Hlavní krédem ALB forming je „tradiční česká ruční práce“. Veškeré výrobky procházejí důkladnou kontrolou a pracovníci je ručně vyrábějí na původních strojích.

## Historie výroby
Společnost ALB forming byla založena v roce 1925 a jejím sídlem se stala historická továrna z roku 1900 v obci Telnice. Původně se v ní vyráběla průmyslová keramika. V roce 1947 zde odstartovala výroba světoznámé polní jídelní soupravy - ešusů.
V roce 1993 byla továrna zprivatizována a nosným programem nadále zůstala výroba kempingového nádobí. Navíc začala vyrábět jídelní soupravy z hliníku, nerezu či titanu, dále kempingové hrníčky, misky nebo polypropylenové příbory. Oblíbenými produkty se staly vařiče Bush Buddy či samovary.
Také v současnosti přetrvává původní výroba ešusů. Firma se nadále specializuje na výrobu ešusů z materiálů jako je hliník, nerez a titan.

### Tradiční ešus

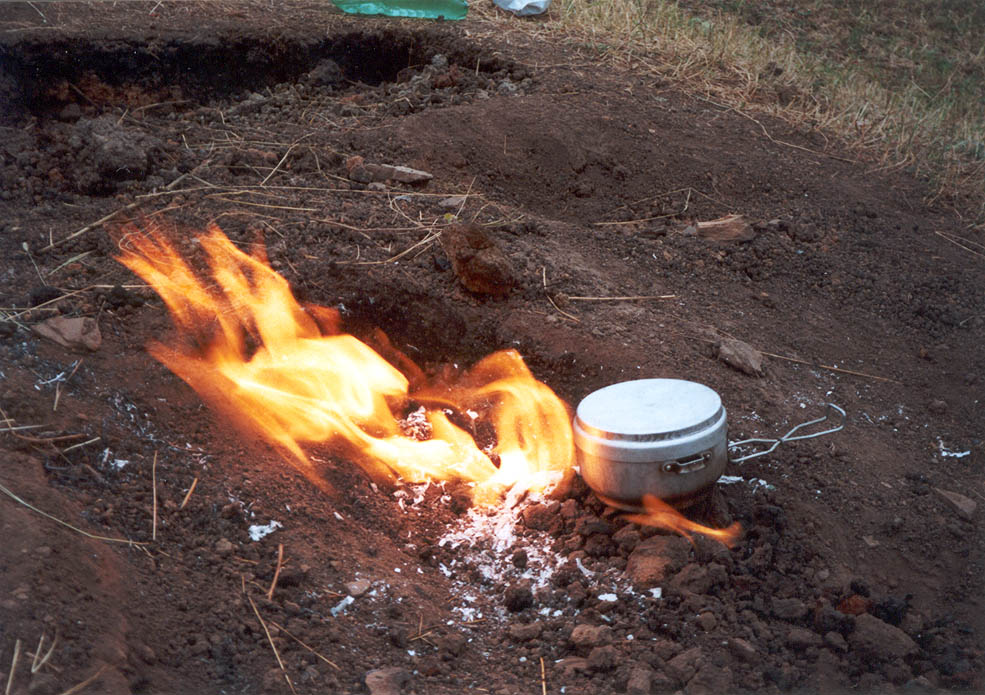
Ešus na ohništi

Typický ešus je trojdílná hliníková souprava složená ze dvou misek s držáky a z víčka. Jeho výhodou je relativní lehkost, nerozbitnost a snadná omyvatelnost. Ešusy patří mezi tradiční nádobí používané armádou, také na letních táborech, skautských a trampských výpravách a dalších pobytech v přírodě.
Ešusy se původně vyráběly z cínového plechu, v roce 1967 se přešlo na hliník a v současnosti trampové a outdooroví nadšenci propadli nerezové variantě. Tvarem se jídelní soupravy liší napříč kontinenty. Američané mají oblíbený tvar ledviny, Češi klasický kulatý tvar. Většina ešusů je vyrobená z potravinářského hliníku. K úpravě povrchu se používá teflon, případně elox.
První ešus byl vyroben v Československu v roce 1947 právě firmou ALB forming. V minulosti firma produkovala i více než 200 000 kusů hliníkových či nerezových jídelních souprav. V současnosti je to cca 20 000 kusů. Do zahraničí míří 85 % veškeré produkce firmy ALB forming. Své odběratele má tato tradiční značka ve Francii, Skandinávii nebo Jižní Koreji.
Je škoda, že výroba ešusu nebyla nikdy patentována. Proto se dnes na trhu můžeme setkat s nekvalitními náhražkami z Číny, Ruska nebo Indie.

### Další produkty

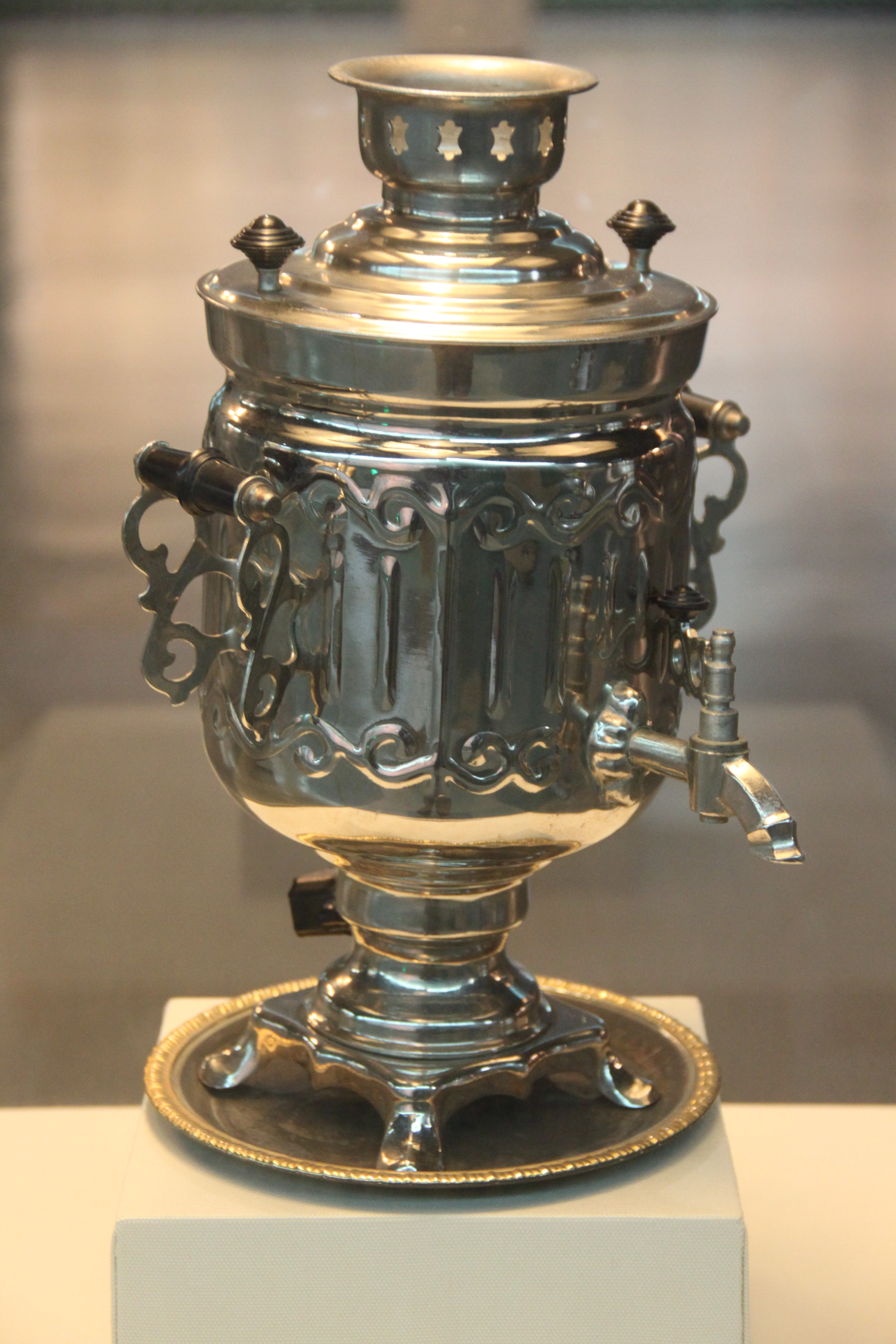
Tradiční ruský samovar

Mezi stěžejní produkty společnosti patří kromě ešusů, jídelní soupravy, jídlonosiče, vařiče, samovary, hrníčky, talíře, misky, konvice, kotlíky nebo mlékovary.
Produkty jsou vyráběny ve třech variantách, v hliníkové, nerezové a titanové. Některé produkty jsou potaženy vrstvou teflonu.
Produkty jsou orientovány na pobyt v přírodě. Využití tak najdou při pobytech v přírodě u outdoorových nadšenců či bushcrafterů.

## Suroviny a výroba
Základními surovinami pro výrobu jsou železo, hliník, nerez a titan.
Základní výroba probíhá formou hlubokého tažení na speciálních lisech, do kterých si společnost sama vyrábí formy. Je tak schopná vyrábět originální vlastní produktové řady, ale i širokou škálu technických výlisků pro odběratele. Jsou to například části světel lokomotiv, ventily, plynové bomby, regulátory tlaku a mnoho dalších výrobků.
Výrobky jsou zkoušeny ve Státní zkušebně v Jablonci nad Nisou, SGS France a SGS Hong Kong. Společnost je držitelem všech příslušných certifikátů a splňuje přísná kritéria pro distribuci do EU, USA, Japonska, Jižní Koreu a Brazílii a dalších zemí.

## Zajímavosti
Hliníková jídelní souprava se kromě konzumace potravin může využívat i k táborovým hrám. Existuje více než 30 her s ešusovou tematikou. Skauti je s oblibou hráli při svých pobytech v přírodě.
- Ešus se může použít jako pomůcka k různým hrám[7]

- Vyleštěný nerezový ešus funguje jako zrcadlo
- Třídílný ešus obsahuje nestejně velké části, které vydávají různé tóny. Může tak fungovat jako hudební nástroj